# ディーン・B・ジャッド
ディーン・ブリュースター・ジャッド（英: Deane Brewster Judd、1900年11月15日 - 1972年10月15日）は、アメリカ合衆国の物理学者。測色学、色識別、色秩序、色覚などの分野に重要な貢献をした。

## 学歴
マサチューセッツ州サウスハドリーフォールズに生まれ、オハイオ州立大学とコーネル大学で学び、1926年に物理学の博士号を取得した。1926年にはワシントンD.C.にある国立標準局（現：アメリカ国立標準技術研究所）のマンセル研究員として測色を担当した。

## 経歴
1927年、アメリカ国立標準局（NBS）の常任職員となると1969年退職まで在籍し、その後は嘱託職員として研究を続けた。この間、ジャッドは「測色学の科学に多大な貢献」をしたとNBS所長アーネスト・アンブラー（en）は述べている。
色彩に関する研究と標準化の仕事に加えて、色彩科学に関する国際委員会にアメリカ代表として参加した。1931年から1967年までの間、国際照明委員会（CIE）の8つの部会すべてにアメリカの測色担当者として参加し、1931年と1964年の標準観測者の定義、CIE標準の光BとC、D65などのアップグレードされた昼光色の光源、測色純度の定義など、CIE標準測色システムの開発に重要な役割を果たした。
また、「心理物理学」という言葉の生みの親でもある彼は、色刺激と色知覚の関係について、そのキャリアを通じて取り組んだ。
1958年にアメリカ光学協会の最高の栄誉であるフレデリック・アイヴズメダルを受賞。キャリアを通じて数多くの賞を受賞した。

## ジャッド賞
ジャッドが1972年に亡くなった後、1973年に妻のベティ・ジャッドが提案し、国際色彩学会（AIC）はジャッド賞（英: Judd Award）を創設した。1975年以来、AICは2年ごとに、色彩学の分野で優れた業績を挙げた個人研究者または小規模の研究チームに授与している。現在、ジャッド賞は色彩学において最高の栄誉とされる賞になっている。ジャッド賞の1人目の受賞者は、ジャッドと一緒に仕事をしたこともあるドロシー・ニッカーソンである。

## 出版物
邦訳
- Judd, Deane Brewster ; Wyszecki, Günter ; 本明寛 訳『産業とビジネスのための応用色彩学』ダイヤモンド社、1964年。

単著
- Judd, Deane Brewster. A quantitative investigation of the Purkinje after-image. [s.n.] 1927年
- Judd, Deane Brewster. Colorimetry. U. S. Government Printing Office,. 1950 National Bureau of Standards circular. .
- Judd, Deane Brewster. Basic correlates of the visual stimulus. [s.n.] 1951年
- Judd, Deane Brewster. Color in business, science, and industry. Wiley 1952年 
  - Judd, Deane B. (1953年). “Color in Business, Science, and Industry”. pubs.aip.org. p. 18. doi:10.1063/1.3061134. 2023年10月27日閲覧。
  - Judd, Deane B. Color in business, science, and industry.. New York: John Wiley & Sons, 1959. 200本以上の記事をまとめた。
    - 改版2版はギュンター・ヴィゼッキーと共著。1963年。
    - Judd, Deane Brewster ; Wyszecki, Günter. Color in business, science, and industry. 3d ed. Wiley (Wiley series in pure and applied optics), 1975. 0471452122.　第3版はジャッドの死後に出版（1975年）、邦訳の原書。

  - MacAdam, D. L, ed (2023年10月) (pdf). Contributions to color science. NBS Special Publication 545. Washington DC: U.S. Department of Commerce; Center for Building Technology.. doi:10.6028/NBS.SP.545 1959年初版の著書から、57編を抜粋して改版改題。

- Judd, Deane Brewster. The detection of objects from photographic transparencies.  U.S. Dept. of Commerce, National Institute of Standards and Technology (NBS report, 3774). Gaithersburg, MD, 1954. OCLC 1096480650.
- Judd, Deane Brewster. Determination of color of maximum contrast. U.S. Dept. of Commerce, National Institute of Standards and Technology, Gaithersburg, MD, 1954.

共著
- Kelly, Kenneth Low ; Judd, Deane Brewster. The ISCC-NBS method of designating colors and a dictionary of color names. United States. Dept. of Commerce ; Inter-Society Color Council ; United States. National Bureau of Standards. U.S. Dept. of Commerce, National Bureau of Standards. 販売元 the Superintendent of Documents, U.S. Govt. Print. Off. 1955. NBSの定期刊行物。
- Judd, D. B., MacAdam, D. L., Wyszecki, G. W. "Spectral distribution of typical daylight as a function of correlated color temperature". Journal of the Optical Society of America, 54, 1964, pp.1031–1036.
  - Judd, D. ; MacAdam, D. (1979) Contributions to color science. National Institute of Standards and Technology, Gaithersburg, MD, [online], 2023年10月27日閲覧。
- Nimeroff, Isadore ; Judd, Deane Brewster. Colorimetry. United States Department of Commerce, United States Bureau of Standards, Gaithersburg, Maryland, 1968.
- Goethe, Johann Wolfgang von. Theory of colours. M.I.T. Press, 1970. 0262570211.